# Storia degli edifici più alti del mondo
Il primo esempio di edifico qualificato come grattacielo risale al 1884 a Chicago, quando l'Home Insurance Building fu costruito utilizzando una struttura in acciaio con pareti divisorie anziché muri portanti. Per i successivi cento anni, l'edificio più alto del mondo è sempre stato negli Stati Uniti con New York City che ha accumulato 86 anni di prima posizione mentre Chicago ne ha accumulati 30. Dopo poco più di un secolo (1885–1998), la prima posizione si spostò nell'emisfero orientale. La Malesia è stato il primo Paese a battere il record di edificio più alto del mondo grazie alle Petronas Twin Towers, completate nel 1998. Taiwan ha invece detenuto il record dal 2004 al 2009 grazie al Taipei 101, che venne superato verso al fine del 2009 dal Burj Khalifa.
Prima dell'era moderna del grattacielo, molte chiese e cattedrali cristiane, costruite principalmente in Inghilterra e territori germanici tra il 1250-1894, furono gli edifici più alti del mondo. Prima del XIII secolo, gli edifici più alti del mondo non possono essere determinati in modo definitivo. Ad esempio, il Faro di Alessandria (completato intorno al 280 a.C.) è stato stimato che avesse un'altezza di 100 metri, ma la sua vera altezza non è nota. Per migliaia di anni la Grande Piramide in Egitto è stata la struttura più alta del mondo ma non è considerata un edificio poiché non è abitabile. Allo stesso modo, la Torre Eiffel fu la struttura più alta del mondo dal 1889, quando fu costruita, fino al 1930, quando fu completato il Chrysler Building.

## Definizione dei termini

### Significato di "edificio"
Le prime strutture oggi conosciute come le più alte del mondo furono le piramidi egiziane, con la Grande Piramide di Giza, che aveva un'altezza originale di 146,5 metri. Questa fu la struttura artificiale più alta del mondo per oltre 3.800 anni, fino alla costruzione della Cattedrale di Lincoln nel 1311. Da allora fino al completamento del monumento a Washington (completato nel 1884) gli edifici più alti del mondo furono chiese o cattedrali. Più tardi, la Torre Eiffel e, ancora più tardi, alcune antenne radio e torri televisive furono le strutture più alte del mondo.
Secondo il Council on Tall Buildings and Urban Habitat (CTBUH) un edificio è "una struttura costruita per lo scopo di essere abitata o essere usata a scopo commerciale".
Chiese e cattedrali alte occupano una via di mezzo: le loro aree inferiori sono regolarmente occupate, ma gran parte della loro altezza è in campanili e guglie non lo sono. Se una chiesa o una cattedrale sia un "edificio" o semplicemente una "struttura" è una questione soggettiva di definizione (questo articolo tratta chiese e cattedrali come edifici).

### Determinazione dell'altezza
Il Council on Tall Buildings and Urban Habitat con sede a Chicago utilizza tre diversi criteri per determinare l'altezza di un edificio, ognuno dei quali può dare un risultato diverso. "L'altezza del piano più alto" è un criterio mentre l' "altezza in cima a qualsiasi parte dell'edificio" è un altro criterio, ma il criterio predefinito utilizzato dal CTBUH è "altezza del piano architettonico dell'edificio", che include le guglie ma non antenne, alberi o aste di bandiera.

## Edifici più alti (dal VII al XII secolo)
Hwangnyongsa, o Tempio di Hwangnyong (scritto anche Hwangryongsa) è il nome di un ex tempio buddista nella città di Gyeongju, in Corea del Sud. Completata nel VII secolo, l'enorme struttura a 9 piani è stata costruita interamente in legno con design ad incastro senza chiodi di ferro. Aveva un'altezza totale di 68 m o 80 m, che la rendeva la struttura più alta in Asia orientale e la struttura in legno più alta del mondo al momento della sua costruzione.
Il tempio Brihadisvara a Thanjavur, in India, fu completato nel 1010. È una torre di 16 piani che misura 66 metri di altezza.
Nella moschea della Koutoubia a Marrakech, Marocco, il minareto, fu completato sotto il regno del califfo berbero Almohad Yaqub al-Mansur (1184-1199); misura 77 metri di altezza, inclusa una guglia, e a quel tempo era la struttura più alta del mondo.

## Edifici più alti (XIII secolo-1908)

### Chiese e cattedrali

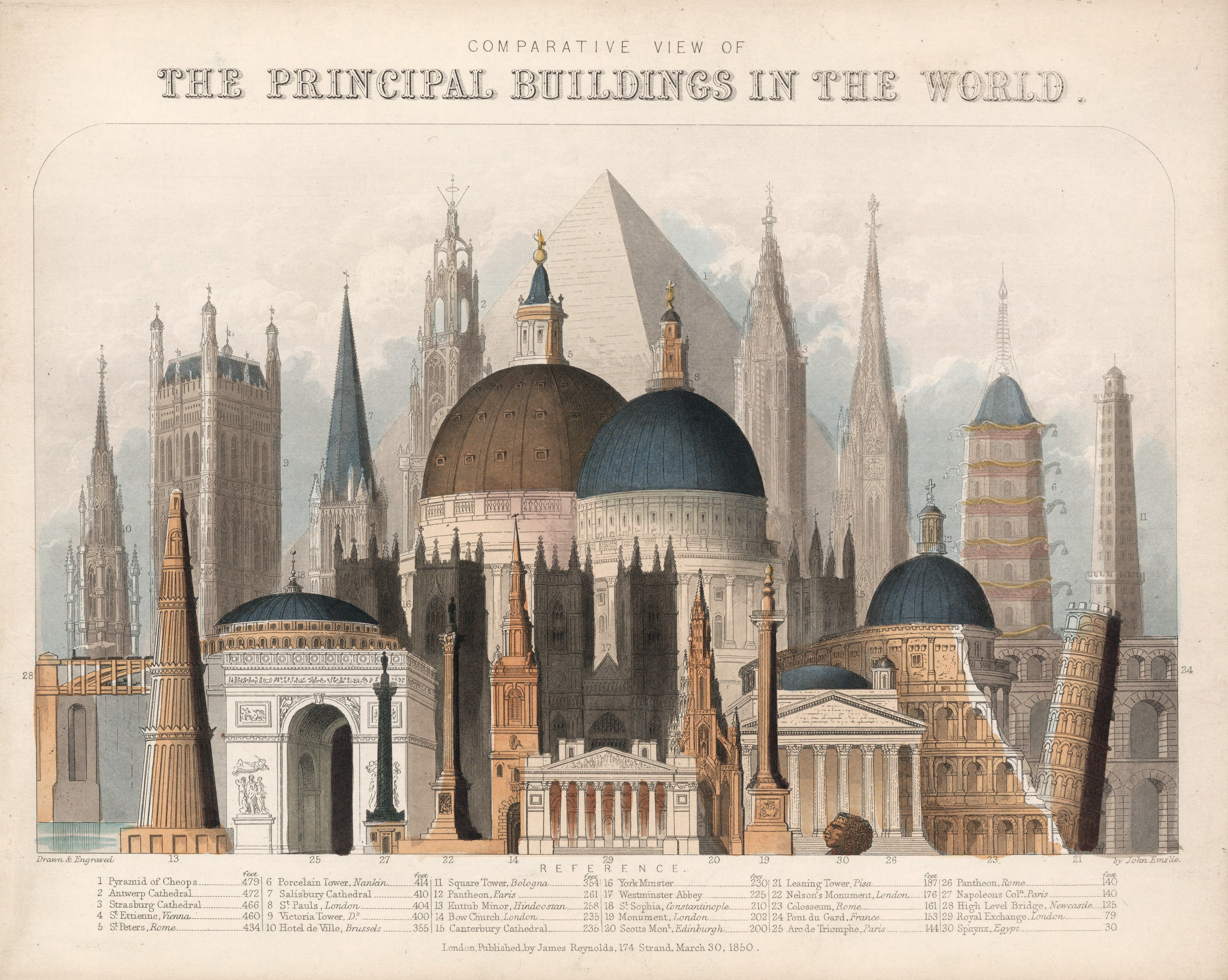
Schema degli edifici più alti del 1850

Dal XIII secolo fino al 1894, l'edificio più alto del mondo è sempre stato una chiesa o una cattedrale. L'antica cattedrale di San Paolo con la sua guglia fu completata nel XIII secolo. La guglia centrale della Cattedrale di Lincoln ha superato la Vecchia St. Paul all'inizio del XIV secolo. La guglia della Cattedrale di Lincoln crollò nel 1549, quando iniziò un lungo intervallo in cui il titolo di edificio più alto del mondo era detenuto da edifici più bassi. La chiesa di Santa Maria a Stralsund divenne l'edificio più alto del mondo dopo il crollo della guglia della Cattedrale di Lincoln. I 153 metri della torre centrale della Cattedrale di Saint-Pierre a Beauvais fu la struttura più alta dal 1569 fino a quando non crollò nel 1573, rendendo St. Mary la più alta ancora una volta. Nel 1647, il campanile di St. Mary fu incendiato, facendo della cattedrale di Strasburgo l'edificio più alto del mondo.
Fu solo dopo il completamento della Cattedrale di Ulm nel 1890 che l'edificio più alto del mondo fu di nuovo anche l'edificio più alto mai costruito, superando la configurazione originale della Cattedrale di Lincoln. 
| Anni come più alto | Nome                             | Posizione  | Altezza metri (piedi) | Incremento | Appunti                                                                 |
| ------------------ | -------------------------------- | ---------- | --------------------- | ---------- | ----------------------------------------------------------------------- |
| XIII secolo-1300   | Antica cattedrale di San Paolo * | Londra     | 149 m (489 ft)        | 0          |                                                                         |
| 1300-1549          | Lincoln Cathedral                | Lincoln    | 159,7 m (524 ft)      | 7,2%       | Il più alto edificio mai costruito fino al 1890. Guglia crollò nel 1549 |
| 1549-1569          | Chiesa di Santa Maria            | Stralsund  | 151 m (495 ft)        | -5,4%      |                                                                         |
| 1569-1573          | Cattedrale di St. Pierre         | Beauvais   | 153 m (502 ft)        | 1,3%       | Torre crollata nel 1573                                                 |
| 1573-1647          | Chiesa di Santa Maria            | Stralsund  | 151 m (495 ft)        | -1,3%      | Il campanile fu distrutto da un incendio nel 1647                       |
| 1647-1874          | Cattedrale di Strasburgo         | Strasburgo | 142 m (466 ft)        | -6%        | Non alto come la Grande Piramide di Giza                                |
| 1874-1876          | Chiesa di San Nicola             | Amburgo    | 147 m (482 ft)        | 3,5%       |                                                                         |
| 1876-1880          | Cattedrale di Rouen              | Rouen      | 151 m (495 ft)        | 2,7%       |                                                                         |
| 1880-1890          | Cattedrale di Colonia            | Colonia    | 157,38 m (516,3 ft)   | 4,2%       | Struttura più alta divenne il Washington Monument dal 1884              |
| 1890-1894          | Ulm Minster *                    | Ulm        | 161,53 m (530,0 ft)   | 2,6%       | La struttura più alta divenne la Torre Eiffel dal 1889                  |

L'altezza della Lincoln Cathedral è ancora oggi discussa perché secondo alcuni storici l'altezza di 159,7 metri non sarebbe veritiera.
Si dice che la guglia della Mole Antonelliana a Torino, completata nel 1889, fosse alta 167,5 metri; tuttavia, la parte superiore della struttura fu distrutta da una tempesta del 1953 e ricostruita. Se la guglia originale era alta come si sostiene, allora la Mole Antonelliana fu l'edificio più alto del mondo dal 1889 al 1908, superando il Municipio di Filadelfia di 0,5 metri.

### Grattacieli
Gli edifici considerati grattacieli più alti, che esclude gli edifici religiosi, erano: 
| Anni come più alto | Nome                    | Posizione  | Altezza metri (piedi) | Incremento |
| ------------------ | ----------------------- | ---------- | --------------------- | ---------- |
| 1797-1885          | Ditherington Flax Mill  | Shrewsbury | 16 m (52 ft)          | 0          |
| 1885-1889          | Home Insurance Building | Chicago    | 42 m (138 ft)         | 162,5%     |
| 1889-1908          | Mole Antonelliana       | Torino     | 167,5 m (550 ft)      | 300%       |

## Edifici più alti (dal 1908)
| Anni più alti | Nome                                      | Posizione     | Altezza metri (piedi) | Incremento |
| ------------- | ----------------------------------------- | ------------- | --------------------- | ---------- |
| 1908-1909     | Singer Building                           | New York City | 186,57 m (612,1 ft)   | 11,7%      |
| 1909-1913     | Metropolitan Life Insurance Company Tower | New York City | 213,36 m (700,0 ft)   | 14,4%      |
| 1913-1930     | Woolworth Building                        | New York City | 241,4 m (792 ft)      | 13,1%      |
| 1930          | Bank of Manhattan Trust Building          | New York City | 283 m (928 ft)        | 17,2%      |
| 1930-1931     | Chrysler building                         | New York City | 318,8 m (1 046 ft)    | 12.65%     |
| 1931-1971     | Empire State Building                     | New York City | 381 m (1 250 ft)      | 19,5%      |
| 1971-1973     | 1 World Trade Center                      | New York City | 417 m (1 368 ft)      | 9,45%      |
| 1973-1998     | Sears Tower                               | Chicago       | 442 m (1 450 ft)      | 6%         |
| 1998-2004     | Torri Petronas                            | Kuala Lumpur  | 451,9 m (1 483 ft)    | 2,24%      |
| 2004-2010     | Taipei 101                                | Taipei        | 509,2 m (1 671 ft)    | 12,68%     |
| 2010-presente | Burj Khalifa                              | Dubai         | 828 m (2 717 ft)      | 62,61%     |

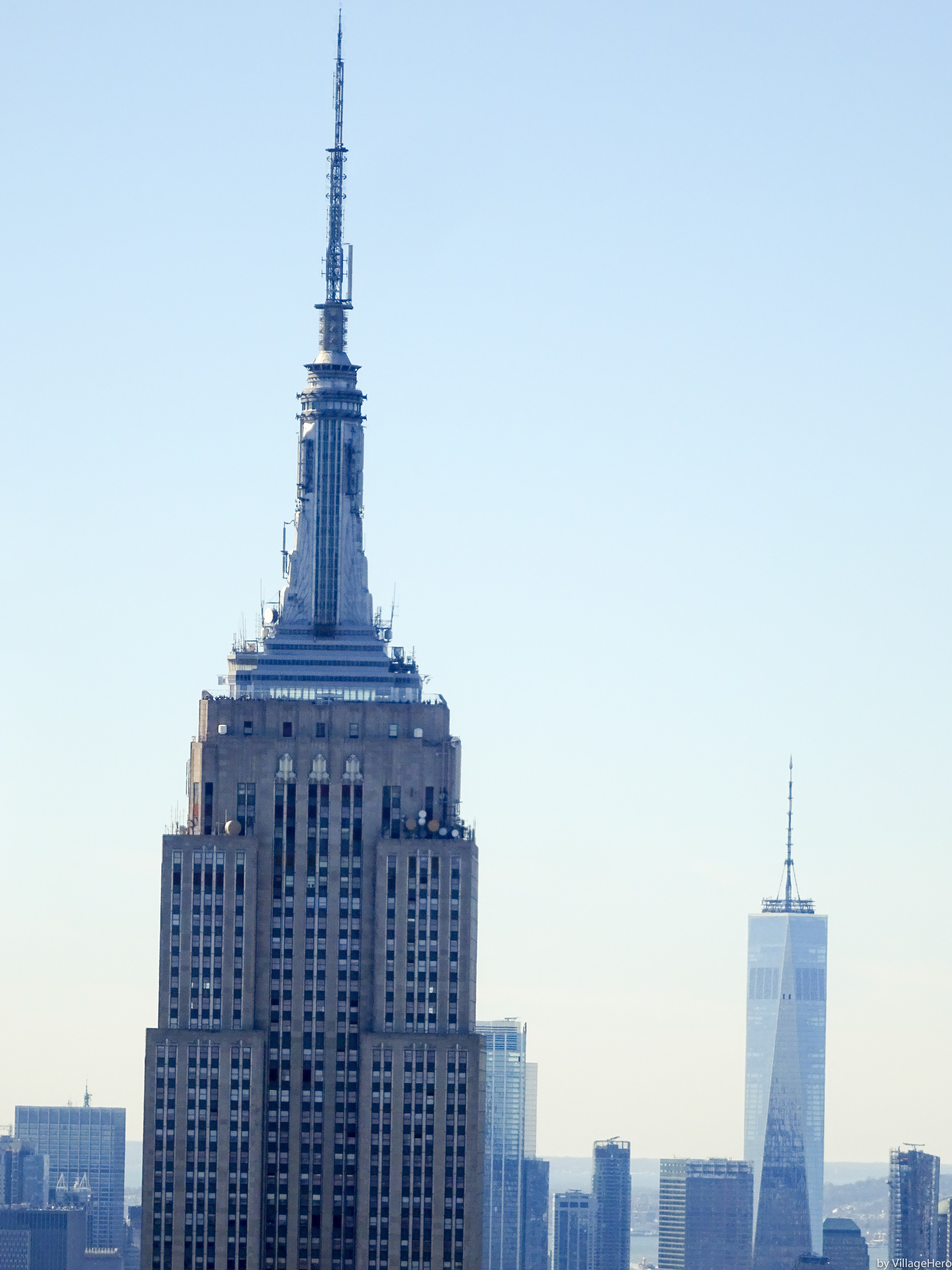
Immagine simbolica di due grattacieli che hanno segnato epoche differenti. In primo piano l'Empire State Building, dietro di lui il One World Trade Center

L'elenco degli edifici più alti si basa sulla metrica predefinita del Council on Tall Buildings and Urban Habitat (CTBUH), quella di misurare il più alto elemento architettonico. Altri criteri genererebbero un elenco diverso. Shanghai World Financial Center non è nell'elenco sopra riportato, ma ha superato Taipei 101 nel 2008 per diventare l'edificio con il piano più alto occupato. Utilizzando i criteri della punta più alta (comprese le antenne), il World Trade Center di New York City è stato l'edificio più alto del mondo dal 1972 al 2000, fino a quando la Sears Tower di Chicago (che aveva già un piano occupato più alto del World Trade Center) aveva la sua antenna si estese per dare a quell'edificio la punta più alta del mondo; un titolo detenuto fino al completamento del 2010 di Burj Khalifa. Petronas Towers e Taipei 101 non sono mai stati gli edifici più alti del mondo secondo i criteri dell'elemento architettonico più alto.
L'edificio più alto, dal 2010 è il Burj Khalifa che è anche la struttura più alta mai costruita dall'uomo poiché ha superato i 646,38 metri dell'antenna radio di Varsavia (ora distrutta)
Dal completamento del monumento a Washington nel 1884, l'edificio più alto del mondo di solito non è stato anche la struttura più alta del mondo. Le eccezioni sono il 1930-1954, quando il Chrysler Building e poi l'Empire State building superarono la Torre Eiffel (superata a sua volta da una serie di alberi di trasmissione, a partire dalla Griffin Television Tower in Oklahoma), e dal 2010 con il completamento di Burj Khalifa.

## Storia dell'incremento in altezza dei grattacieli
Dopo la costruzione del Palazzo delle assicurazioni per la casa a Chicago nel XIX secolo, l'incremento dell'altezza dei grattacieli iniziò con la costruzione del Chrysler Building, seguito dall' Empire State Building, a New York City. Il Chrysler Building è stato il primo edificio al mondo a infrangere i 300 metri, e l'Empire State Building è stato il primo edificio ad avere più di 100 piani. È infatti alto 381 metri e ha 102 piani. Il grattacielo più alto successivo fu il World Trade Center, che venne completato nel 1971. La torre nord era alta 417 metri e quella sud 415. Due anni dopo fu costruita la Sears Tower a Chicago, alta 442 metri e con 110 piani. Le Petronas Towers si innalzarono 10 metri più in alto della Sears Tower, a un'altezza di 452 metri e ciascuna con 88 piani.
Nel 2004 la costruzione di Taipei 101 ha portato l'altezza dei grattacieli a un nuovo livello, attestandosi a 509 metri e con 101 piani. Burj Khalifa ha superato l'altezza di Taipei 101 di 319 metri nel 2009, rendendolo più alto del 60% rispetto al predecessore. Ha infranto diversi record di grattacieli ed è quasi due volte più alto dell'Empire State Building. Burj Khalifa ha anche battuto il record della struttura più alta del mondo.

## Storia dei grattacieli "supertall" per posizione
Dall'inizio del boom dei grattacieli che ha avuto luogo in Nord America, il numero significativo di grattacieli in Nord America ha dominato i 100 edifici più alti del mondo. Nel 1930, 99 dei 100 edifici più alti del mondo erano situati nel Nord America. In futuro, questa percentuale sarebbe scesa solo al 22 percento. Il predominio dei grattacieli nel Nord America sta diminuendo a causa della costruzione di grattacieli in altre parti del mondo, specialmente in Asia.
In Asia c'è stato un aumento del numero di grattacieli superalti a partire dalla costruzione delle torri gemelle Petronas. Attualmente ci sono sessanta edifici nei 100 più alti del mondo che si trovano in Asia (incluso il Medio Oriente).

## Incremento nell'uso dei grattacieli
Dall'inizio dell'era dei grattacieli, la grande maggioranza dei grattacieli è stata utilizzata principalmente come spazio per uffici. Dal 1930 al 2000 la percentuale di torri di uffici non è mai scesa al di sotto dell'86 percento, ma in futuro dovrebbe arrivare al 46 percento. Al 2010 meno della metà dei 100 edifici più alti del mondo erano torri di uffici, la maggior parte utilizzata per uso residenziale e misto. Attualmente, solo quattro dei dieci edifici più alti del mondo e ventotto dei cinquanta più alti del mondo sono utilizzati principalmente come uffici.
Un edificio alto ad uso misto contiene due o più funzioni (usi), in cui ciascuna delle funzioni occupa una proporzione significativa dello spazio totale della torre.
I grattacieli utilizzati principalmente o esclusivamente come hotel o spazi residenziali sono generalmente più bassi degli edifici per uffici e per uso misto, con solo alcuni edifici superalti di tipo residenziale o alberghiero tra i 100 grattacieli più alti. L'edificio residenziale completato più alto (minimo 85% residenziale) è il 432 Park Avenue a New York City, seguito dalla Princess Tower e dal 23 Marina, entrambi a Dubai. Gli hotel completati più alti (principalmente lo spazio alberghiero) sono il Gevora Hotel, le torri gemelle JW Marriott Marquis Dubai, la Rose Tower e il Burj Al Arab, tutti situati a Dubai.